# Піннеберг
Піннеберг (нім. Pinneberg) — місто в Німеччині, розташоване в землі Шлезвіг-Гольштейн. Входить до складу району Піннеберг.
Площа — 21,54 км2. Населення становить 43 503 ос. (станом на 31 грудня 2020).